# Ягульське сільське поселення (Кізнерський район)
Ягу́льське сільське поселення (рос. Ягульское сельское поселение) — муніципальне утворення у складі Кізнерського району Удмуртії, Росія. Адміністративний центр — присілок Ягул.
Населення становить 668 осіб (2019, 780 у 2010, 926 у 2002).

## Історія
Станом на 2002 рік існувала Ягульська сільська рада (присілок Ягул), присілок Старий Трик перебував у складі Кізнерської сільської ради, присілок Уч-Пучто — у складі Лака-Тижминської сільської ради.

## Склад
До складу поселення входять такі населені пункти:
| Населений пункт       | Населення, осіб (2002) | Населення, осіб (2010) |
| --------------------- | ---------------------- | ---------------------- |
| Старий Трик, присілок | 55                     | 42                     |
| Уч-Пучто, присілок    | 15                     | 6                      |
| Ягул, присілок        | 856                    | 732                    |

## Господарство
В поселенні діють школа, садочок, фельдшерсько-акушерський пункт, клуб, бібліотека. Серед підприємств працює Ягульське лісництво.